# Лентерня (Хойники)
Лентерня (бел. Лянтэрня, Лянтарня; транслит.: Lanternia; Чирвоная Нива, Красная Нива (бел. Чырвоная Ніва) — историческая местность Хойник, расположенная в северно-восточной части города.

## История

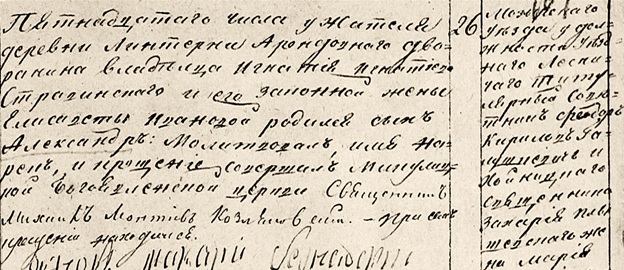
Упоминание о Лентерне в метрической записи о рождении-крещении А. Стравинского.

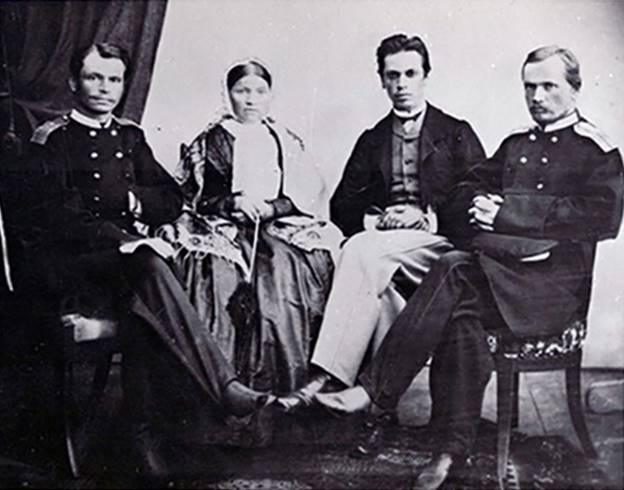
Александр Стравинский (крайний справа) с мамой Александрой и братьями Константином (слева от мамы) и Федором. Витебск. 1868 год.

Из шляхетской ревизии 1811 года следует, что на то время это уже не лесничевка, а фольварк Linterny, арендованный у обозных Прозоров ротмистром Брестского уезда Вавжинцом Балашевичем. Ему принадлежала хойникская деревня Заболоть, насчитывавшая 61 душу крепостных крестьян. 
15 марта 1835 года, согласно метрической записи в книгах Микуличской Богоявленской церкви, у «жителя деревни Линтерни», шляхтича-арендатора католика Игнатия Стравинского и его православной жены, бывшей крепостной крестьянки графа Ракицкого, Александры (в документе Елизаветы), родился сын Александр, будущий участник российско-турецкой войны 1877 – 1878 годов, позднее генерал-майор, старший брат Фёдора, будущего знаменитого артиста Мариинского театра в российском Петербурге, дядя Игоря Стравинского, всемирно известного композитора. Согласно однодворским ревизиям 1845 и 1858 годов, в фольварке Лентернях панов Прозоров жил Викентий, сын Мартина, Стефанович.

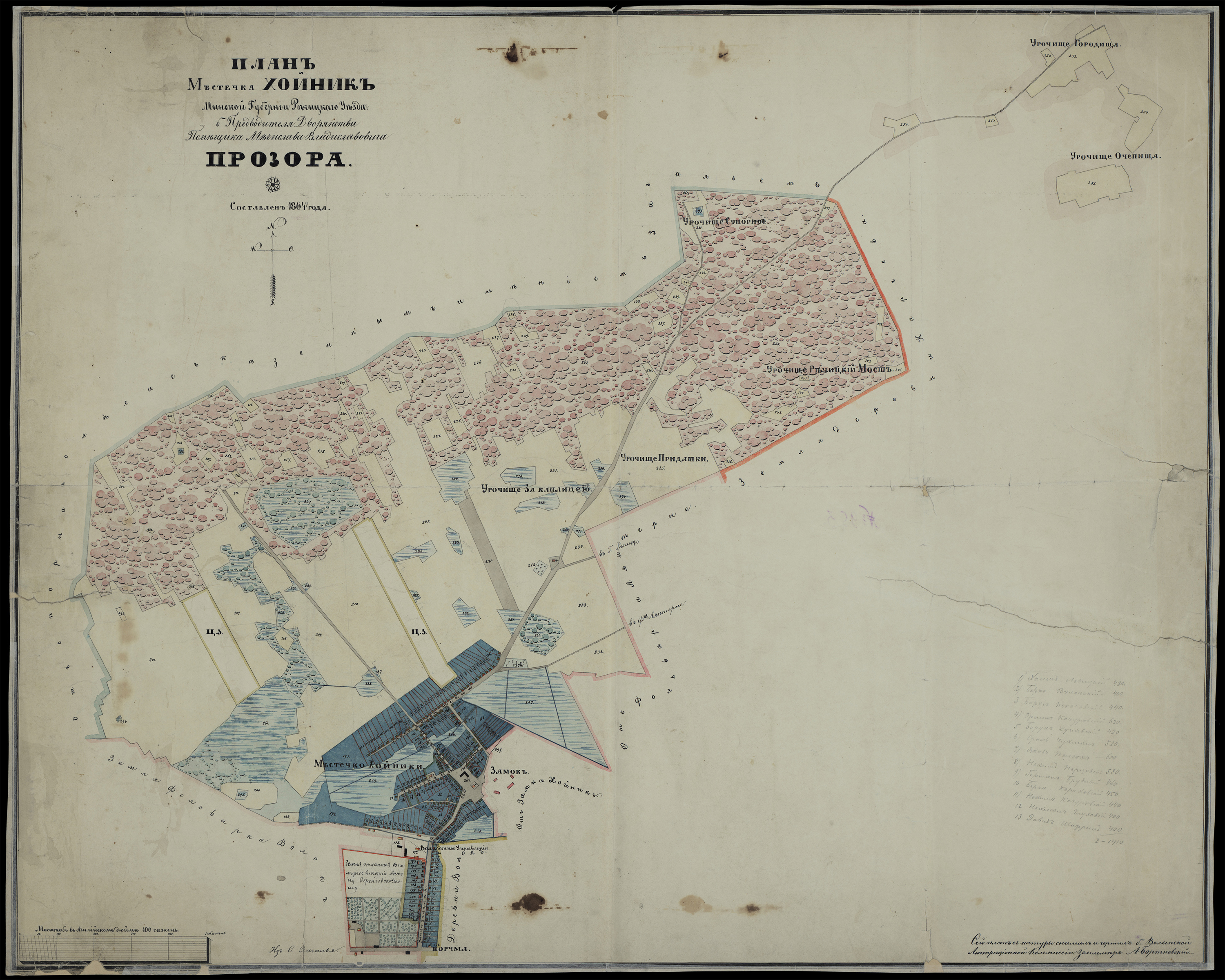
План местечка Хойники. 1864 г.

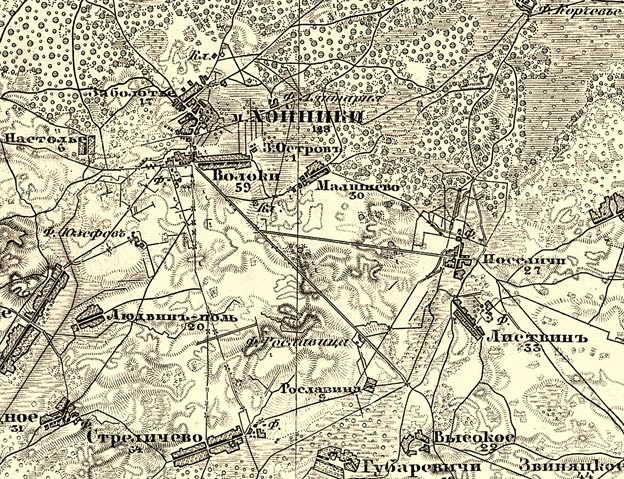
Фольварк Лентерня на карте Ф. Ф. Шуберта середины XIX в.

На «Военно-топографической карте Российской империи 1846 — 1863 гг.», составленной под руководством Ф. Ф. Шуберта и П. А. Тучкова, название поселения по-русски подано со слов здешних жителей как Лентарня. 
Упомянутый фольварк Лентерня на плане местечка Хойники 1864 года и в датированном 2 ноября 1887 года документе о продаже Константином Прозором обремененного имения Хойники российским купцам из Орловской губернии, карачевскому Михаилу Петровичу Авраамову и трубчевскому Гаврилу Семеновичу Куриндину. 
На 1909 год имеются сведения об однодворном хуторе Лентерня с 28 жителями, расположенном в Хойникской волости в 1 версте от её центра.
9 февраля 1918 года, еще до подписания Брестского мира с большевистской Россией (3 марта), Германия передала южную часть Беларуси Украинской Народной Республике. В ответ на это, 9 марта Второй уставной грамотой территория провозглашена была частью Белорусской Народной Республики.  
Лентерня и Хойники, однако, оказались в составе временно образованной 15 июня Полесской губернии с центром в Речице, с октября – в Мозыре. С 18 мая здесь действовала "стража Украинского Государства гетмана Павла Скоропадского". 
1 января 1919 года, согласно постановлению и съезду КП(б) Беларуси, Хойники вошли в состав Социалистической Советской Республики Беларуси, однако 16 января вошли в состав РСФСР. 
8 декабря 1926 года Лентерня с Хойниками возвращена в состав БССР.

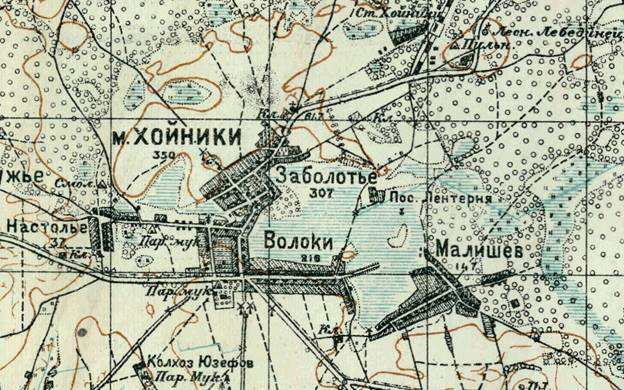
Посёлок Лентерня на карте, составленной в 1924-1926 гг.

В конце 1920-х годов посёлок Лентерня переименован в Чирвоную Ниву (Красную Ниву). 
В записке под названием «Сведения о польских населенных пунктах Гомельского округа», обозначенной 1929 годом, упомянута и Чирвоная Нива, в которой насчитывалось 12 католических либо «польских» семей. 
По словам Е. Н. Рапановича, до 1930 года поселение (усадьба) имело название Лихтерня.
16 апреля 1959 года Чирвоная Нива передана из Заболотского сельсовета в административное подчинение Хойникского поселкового Совета. 
В 1989 году, после присоединения бывшей Лентерни к городу Хойники, официальное советское название переняла улица — Краснонивская.

## См. также

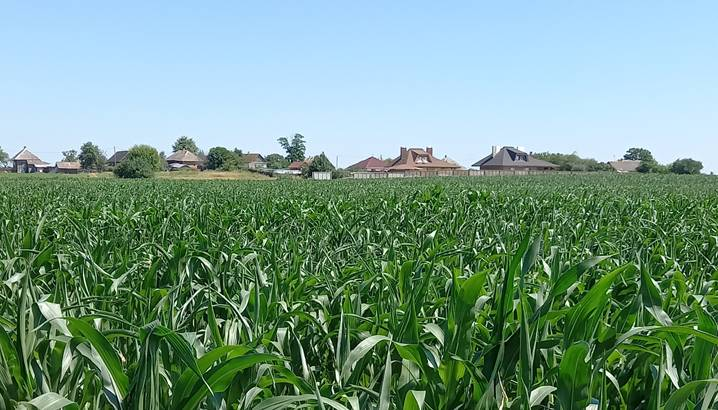
Лентерня (Чирвоная Нива) на противоположном от местечка Хойники краю болота (современный вид). Фрагмент.